# River Hebert
River Hebert (pierwotnie River Hébert) – wieś (village) w kanadyjskiej prowincji Nowa Szkocja, w hrabstwie Cumberland, nad rzeką River Hébert, miejscowość spisowa (designated place). Według spisu powszechnego z 2016 obszar miejscowości spisowej to: 6,03 km², a zamieszkiwało wówczas ten obszar 453 osoby (gęstość zaludnienia 75,2 os./km²).
Nazwa miejscowości pochodzi od rzeki, nad którą jest położona.